# Kretowiny

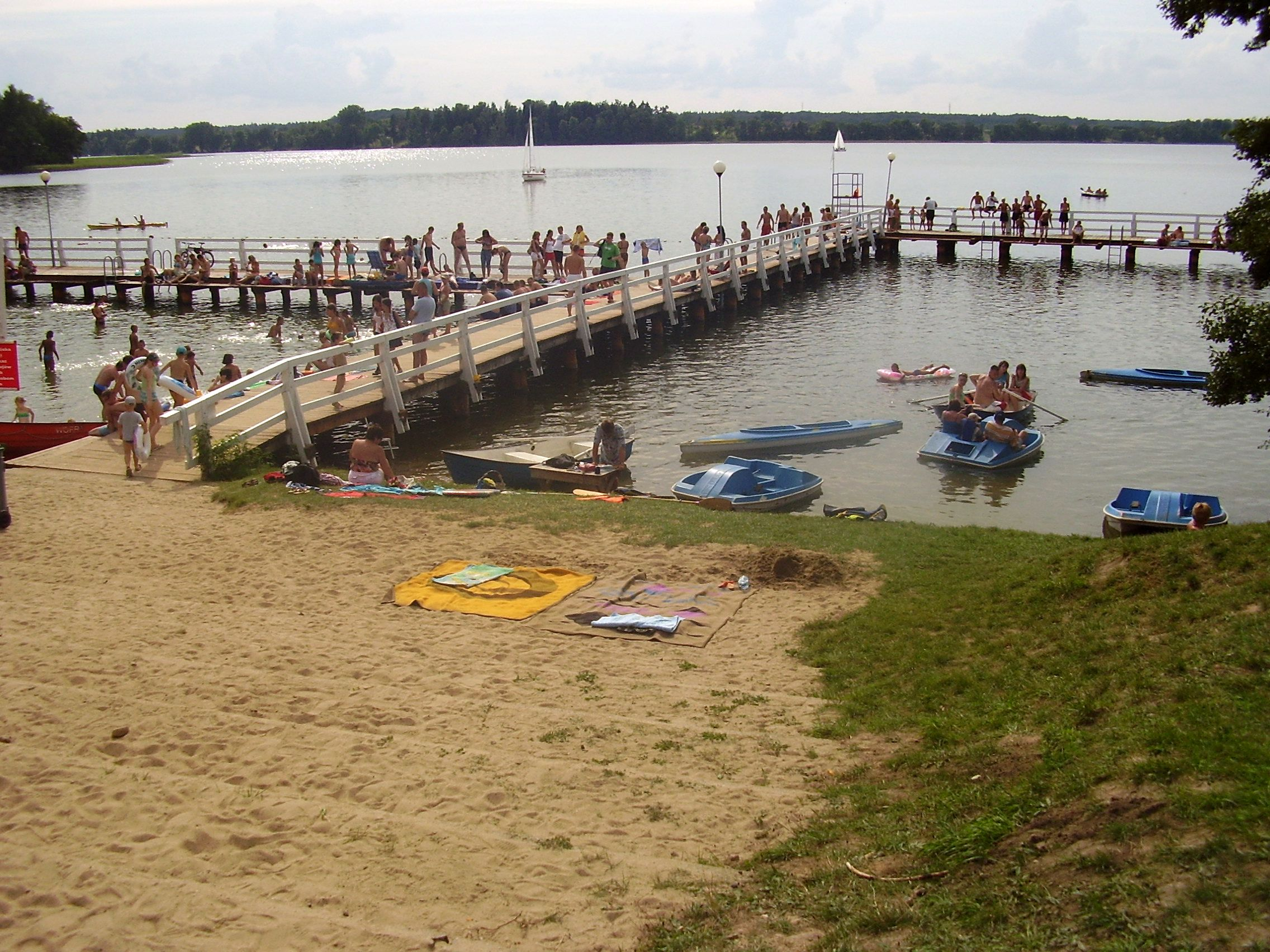
Molo główne w ośrodku wypoczynkowym w Kretowinach

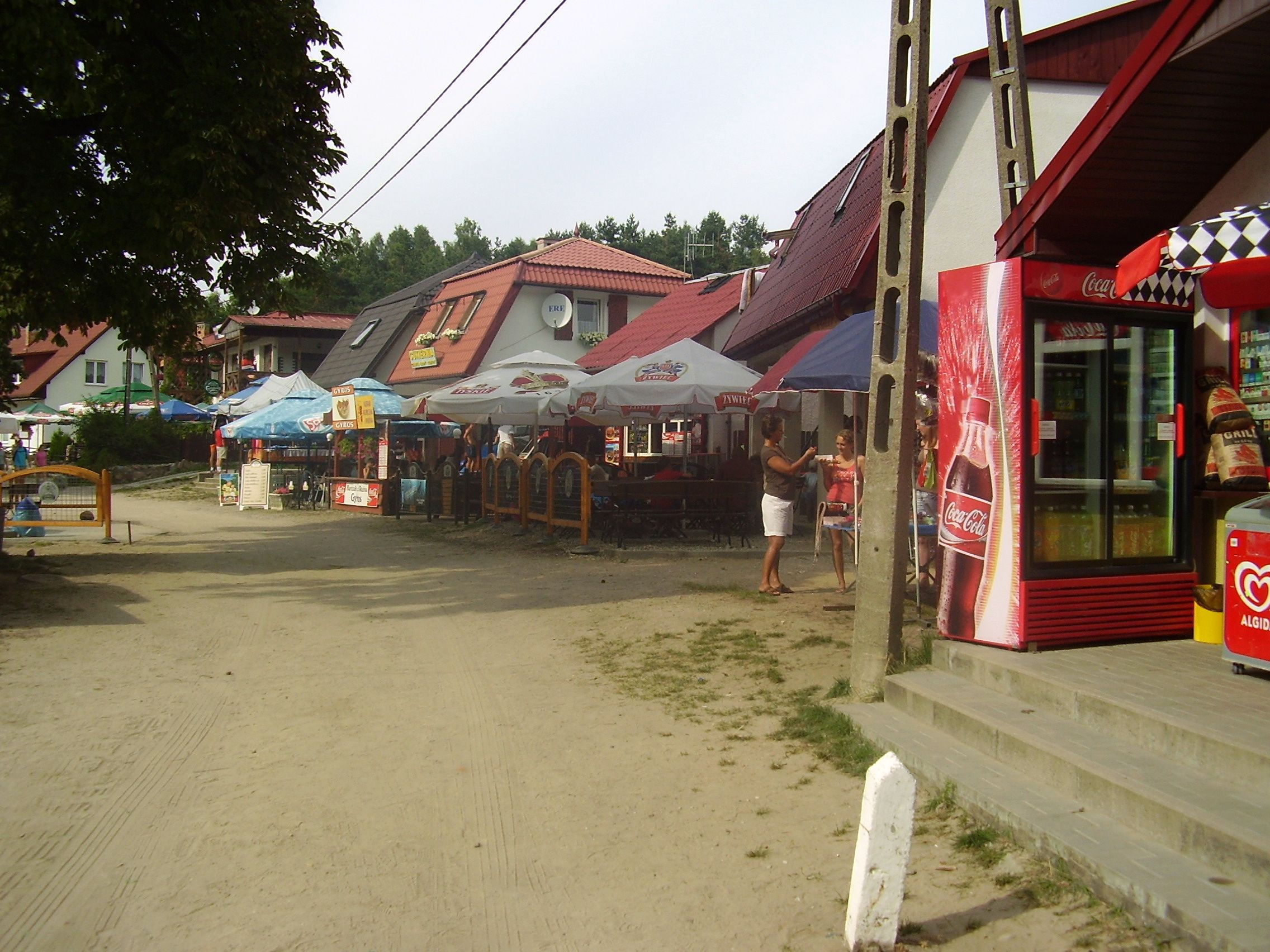
Główny deptak w Kretowinach

Kretowiny (niem. Kranthau, Krantaw) – wieś w Polsce położona w województwie warmińsko-mazurskim, w powiecie ostródzkim, w gminie Morąg, nad jeziorem Narie. Na półwyspie kretowińskim znajdują się siedziby licznych ośrodków turystycznych, hoteli i kempingu. Wypożyczalnie sprzętu wodnego, baza nurkowa, szkoła windsurfingu. Stacja PKP i najbliższa większa miejscowość to Żabi Róg.
W latach 1975–1998 miejscowość administracyjnie należała do województwa olsztyńskiego. Miejscowość leży w historycznym regionie Prus Górnych.

## Historia
Okolice wsi zamieszkane były już w epoce żelaza. Znaleziono tu także pozostałości po dawnej osadzie obronnej Prusów. Ta dawna osada położona była na wysokim wzgórzu, w północnej części półwyspu.
Wieś wzmiankowana w dokumentach z roku 1448, jako wieś pruska na 12 włókach. Pierwotna nazwa wsi brzmiała Pelisten. W roku 1782 we wsi odnotowano 9 domów (dymów), natomiast w 1858 w 11 gospodarstwach domowych było 81 mieszkańców. W latach 1937–1939 mieszkało tu 98 osób. W roku 1973 wieś należała do powiatu morąskiego, gmina Morąg, poczta Żabi Róg.